# 대한민국의 국가등록문화유산
대한민국의 국가등록문화유산(大韓民國 國家登錄文化遺産, 이전 명칭: 국가등록문화재)은 국가유산청장장이 국가유산위원회의 심의를 거쳐 국가지정문화유산가 아닌 문화유산 중에서 보존과 활용을 위한 조치가 특별히 필요하여 등록한 문화유산이다. 특히 일제 강점기 이후 근대에 생성·건축된 유물 및 유적이 중점적으로 등재되어 있다.
2024년 5월 '국가등록문화재'에서'국가등록문화유산'으로 명칭이 변경되었다.

## 지정 목록
- 2000년대 전반 (2002년~2004년)
- 2000년대 후반 (2005년~2009년)
- 2010년대 전반 (2010년~2014년)
- 2010년대 후반 (2015년~2019년)
- 2020년대 전반 (2020년~2024년)
- 2020년대 후반 (2025년~2029년)